# HITOMI YAIDA Music in the Air 〜dome live2004〜
『HITOMI YAIDA Music in the Air 〜dome live2004〜』（ひとみやいだ ミュージック・イン・ジ・エアー 〜ドームライブ - 〜）は2005年2月16日に発売された矢井田瞳のライブ・ビデオ。発売元は東芝EMI。

## 概要
- 2004年12月、“最後のドーム公演”として「矢井田瞳 Dome Live 2004 Music in the Air」を18日は大阪ドームで、23日には東京ドームで開催した。開催前に2004年12月のドーム公演をもって、今後はドーム球場におけるライブについては行わない旨を自身のサイトにおいて発表した（詳しくはこちら）。
- 本作は、東京ドーム公演を中心に、大阪ドーム公演からも数曲収録という構成になっており、同年12月31日に名古屋レインボーホールで行われた「COUNTDOWN LIVE 2004-2005」の映像も一部収録されている。
- 2005年2月14日にサークルKサンクス限定仕様でジャケット違いのバージョンも発売された。（収録内容は同じ）
- 予約購入者先着特典は、ライヴ・ポスター（カレンダー）。

## 収録曲
- 矢井田瞳 Dome Live 2004 Music in the Air
  1. B'coz I Love You
  2. Creamed potatoes
  3. 馬と人参
  4. Look Back Again
  5. 一人ジェンガ
  6. 会いたい人
  7. 見えない光
  8. モノクロレター
  9. Your Kiss
  10. マーブル色の日
  11. 手と涙
  12. もしもの唄（feat. Genittetsu）
  13. We'll be...（feat. Genittetsu）
  14. Not Still Over
  15. Slide Show
  16. Buzzstyle
  17. Ring my bell
  18. 月のなみだ
  19. i can fly
  20. I like
  21. Life's like a love song（feat. Genittetsu）

- COUNTDOWN LIVE 2004-2005 @ 名古屋レインボーホール
  1. Look Back Again（feat. Genittetsu）
  2. I like（feat. Genittetsu）
  3. アンダンテ（feat. Genittetsu）